# Carrizo Hill (Teksas)
Carrizo Hill je naseljeno mjesto za statističke potrebe u američkoj saveznoj državi Teksas. Prema popisu stanovništva iz 2010. u njemu je živjelo 582 stanovnika.